# Soviete Supremo (DC Comics)
Soviete Supremo é uma brigada de heróis soviéticos da DC Comics, criada por Steve Englehart e Joe Staton e que fizeram sua primeira aparição na revista Green Lantern Corps #208, (Janeiro 1987).
Suas vestimentas são poderosas armaduras, cujos armamentos são:mísseis variados, canhões de plasma e um metralhadora. Tem a habilidade de controlar equipamentos elétricos. Um de seus membros pertenceu à Liga da Justiça, na sua fase internacional.

## Brigada de Sovietes Supremos
Durante a Guerra Fria, a então União Soviética se vê as voltas com o fato de que os Estados Unidos comportam um grande número de heróis e disposta a equilibrar o jogo, o governo soviético decide criar uma tropa de soldados leais e dispostos a se sacrificar em nome da "Mãe Rússia". Assim, após alguns experimentos fracassados, o projeto recebeu a ajuda das habilidades tecnológicas e conhecimento em genética do Lanterna Verde Kilowog, são criadas armaduras especiais que além de possuírem um forte armamento, também possuíam a capacidade de amplificar a força de seu usuário. Assim nasceu a Brigada de Sovietes Supremos e logo os interesses do governo russo em proteger sua hegemonia, fizeram com que essa nova equipe entrasse em conflito com a Tropa dos Lanternas e com a nova Liga da Justiça.
Quando a ONU passou a sancionar as atividades da Liga, o governo russo indicou para o grupo Vladimir Mikoyan, o Soviete Supremo #7, contudo, descobriu-se que Mikoyan era um androide Caçador Cósmico, e após sua destruição, o ucraniano Dmitri Pushkin, foi escolhido a dedo pelo presidente Mikhail Gorbachev para integrar a Liga Internacional. 
Após a derrocada comunista e o fim da União Soviética, a Brigada também teve suas atividades encerradas, e muitos de seus trajes foram comercializados no mercado negro, inclusive alguns foram usados por Vandal Savage para destruir Montevidéu, no Uruguai, (ver a saga DC Um Milhão). 
Hoje, porém, a Brigada de Sovietes Supremos foi reorganizada e agora com novos trajes e soldados, a equipe se tornou novamente a principal linha de defesa do povo russo.